# Haemodracon
Haemodracon – rodzaj jaszczurek z rodziny Phyllodactylidae.

## Zasięg występowania
Rodzaj obejmuje gatunki występujące na wyspach Sokotra i Samha należących do Jemenu.  

## Systematyka
Rodzaj zdefiniował w 1997 roku międzynarodowy zespół herpetologów (Amerykanin Aaron Matthew Bauer, Kanadyjczyk David A. Good i Południowoafrykańczyk William Roy Branch) w artykule poświęconym południowoafrykańskim gekonom opublikowanym na łamach Proceedings of the California Academy of Sciences. Gatunkiem typowym jest (oryginalne oznaczenie) Haemodracon riebeckii.

### Etymologia
Haemodracon (rodz. męski): gr. αἱμα haima, αἱματος haimatos ‘krew’; δρακων drakōn, δρακοντος drakontos ‘wąż, smok’.

### Podział systematyczny
Do rodzaju należą następujące gatunki: 
- Haemodracon riebeckii (Peters, 1882)
- Haemodracon trachyrhinus (Boulenger, 1899)